# Edward L. Wright
Pour les articles homonymes, voir Edward Wright (homonymie) et Wright.
Edward L. Wright, surnommé Ned Wright, né le 25 août 1947, est astrophysicien et un cosmologiste d'origine américaine en poste à l'université de Californie à Los Angeles, depuis 1981 après avoir obtenu son doctorat à l'université Harvard en 1976. Il a notamment participé au dépouillement des données des satellites artificiels COBE puis WMAP. Il a également travaillé dans le domaine de l'astronomie infrarouge. En 2010, il est chercheur principal de la mission Wide-field Infrared Survey Explorer (WISE). Il est membre de l'Académie nationale des sciences.
L'astéroïde (241527) Edwardwright est nommé en son honneur.